# Charlotte Bankes
Charlotte Anne Bankes (Hemel Hempstead, Reino Unido, 10 de junio de 1995) es una deportista franco-británica que compite en snowboard, especialista en la prueba de campo a través.
Ganó cinco medallas en el Campeonato Mundial de Snowboard, entre los años 2017 y 2025.
Participó en tres Juegos Olímpicos de Invierno, entre los años 2014 y 2022, ocupando el séptimo lugar en Pyeongchang 2018 (individual) y el sexto en Pekín 2022 (equipo mixto).

## Medallero internacional
| Representando a Francia     |                            |                  |                                 |
| Campeonato Mundial          |                            |                  |                                 |
| Año                         | Lugar                      | Medalla          | Prueba                          |
| 2017                        | Sierra Nevada (España)     | Medalla de plata | Campo a través por equipos      |
| Representando a Reino Unido |                            |                  |                                 |
| Campeonato Mundial          |                            |                  |                                 |
| Año                         | Lugar                      | Medalla          | Prueba                          |
| 2019                        | Park City (Estados Unidos) | Medalla de plata | Campo a través                  |
| 2021                        | Idre Fjäll (Suecia)        | Medalla de oro   | Campo a través                  |
| 2023                        | Bakuriani (Georgia)        | Medalla de oro   | Campo a través por equipo mixto |
| 2025                        | Engadina (Suiza)           | Medalla de plata | Campo a través                  |